# Winthrop (Iowa)
Winthrop ist eine Kleinstadt (mit dem Status „City“) im Buchanan County im US-amerikanischen Bundesstaat Iowa. Das U.S. Census Bureau hat bei der Volkszählung 2020 eine Einwohnerzahl von 823 ermittelt.

## Geografie
Winthrop liegt im mittleren Nordosten Iowas am Westufer des Buffalo Creek, der über den Wapsipinicon River zum Stromgebiet des Mississippi Rivers gehört. Dieser bildet rund 80 Kilometer östlich die Grenze Iowas zu Wisconsin und Illinois.
Die Stadt erstreckt sich über eine Fläche von 2,18 km² und verteilt sich über die Byron und die Liberty Township.
Nachbarorte von Winthrop sind Aurora (17 km nördlich), Lamont (22,7 km nordnordöstlich), Dundee (28,3 km nordöstlich), Masonville (13,9 km östlich), Manchester (24,9 km in der gleichen Richtung), Quasqueton (11 km südlich) und Independence (13,7 km westlich).
Die nächstgelegenen größeren Städte sind Wisconsins Hauptstadt Madison (240 km ostnordöstlich), Dubuque an der Schnittstelle der Staaten Iowa, Wisconsin und Illinois (94,2 km östlich), die Quad Cities in Iowa und Illinois (184 km südöstlich), Cedar Rapids (62,9 km südlich), Iowas Hauptstadt Des Moines (229 km südwestlich), Waterloo (55,2 km westlich) und Rochester in Minnesota (222 km nordnordwestlich).

## Verkehr
Entlang des südlichen Stadtrandes von Winthrop führt in West-Ost-Richtung der zum Freeway ausgebaute U.S. Highway 20. Parallel dazu führt der Iowa State Highway 939 als Hauptstraße durch Winthrop. Alle weiteren Straßen sind untergeordnete Landstraßen, teils unbefestigte Fahrwege sowie innerörtliche Verbindungsstraßen.
Parallel zum IA 939 führt eine Eisenbahnlinie der Canadian National Railway (CN) durch das Stadtgebiet von Winthrop.
Mit dem Independence Municipal Airport befindet sich 20,7 km westlich ein kleiner Flugplatz. Der nächste Verkehrsflughafen ist der 76,7 km südlich gelegene Eastern Iowa Airport von Cedar Rapids.

## Bevölkerung
Nach der Volkszählung im Jahr 2010 lebten in Winthrop 850 Menschen in 346 Haushalten. Die Bevölkerungsdichte betrug 389,9 Einwohner pro Quadratkilometer. In den 346 Haushalten lebten statistisch je 2,46 Personen.
Ethnisch betrachtet setzte sich die Bevölkerung zusammen aus 98,7 Prozent Weißen, 0,1 Prozent (eine Person) amerikanischen Ureinwohnern, 0,2 Prozent Asiaten sowie 0,1 Prozent aus anderen ethnischen Gruppen; 0,8 Prozent stammten von zwei oder mehr Ethnien ab. Unabhängig von der ethnischen Zugehörigkeit waren 0,4 Prozent der Bevölkerung spanischer oder lateinamerikanischer Abstammung.
27,5 Prozent der Bevölkerung waren unter 18 Jahre alt, 56,5 Prozent waren zwischen 18 und 64 und 16,0 Prozent waren 65 Jahre oder älter. 50,0 Prozent der Bevölkerung waren weiblich.
Das mittlere jährliche Einkommen eines Haushalts lag bei 56.250 USD. Das Pro-Kopf-Einkommen betrug 25.711 USD. 9,8 Prozent der Einwohner lebten unterhalb der Armutsgrenze.
Im Jahr 2010 hatte Winthrop 850 Einwohner.

## Bekannte Bewohner
- Michelle Monaghan (* 1976) – Schauspielerin – geboren und aufgewachsen in Winthrop